# Comptoir suisse
Der Comptoir suisse war eine kommerzielle Veranstaltung, die im Laufe der Jahre zu einer beliebten Messe wurde und jährlich zwischen 1920 und 2018 im Palais de Beaulieu in Lausanne stattfand. Als Schaufenster kultureller und kulinarischer Traditionen und der Leistungen sowohl grosser nationaler Unternehmen als auch lokaler Handwerker war die Messe lange ein unverzichtbares Treffen für viele Waadtländer und Schweizer im Allgemeinen. Nach der letzten Veranstaltung 2018 wurde 2019 eine Nachfolgeveranstaltung unter dem Namen Comptoir helvétique ins Leben gerufen.

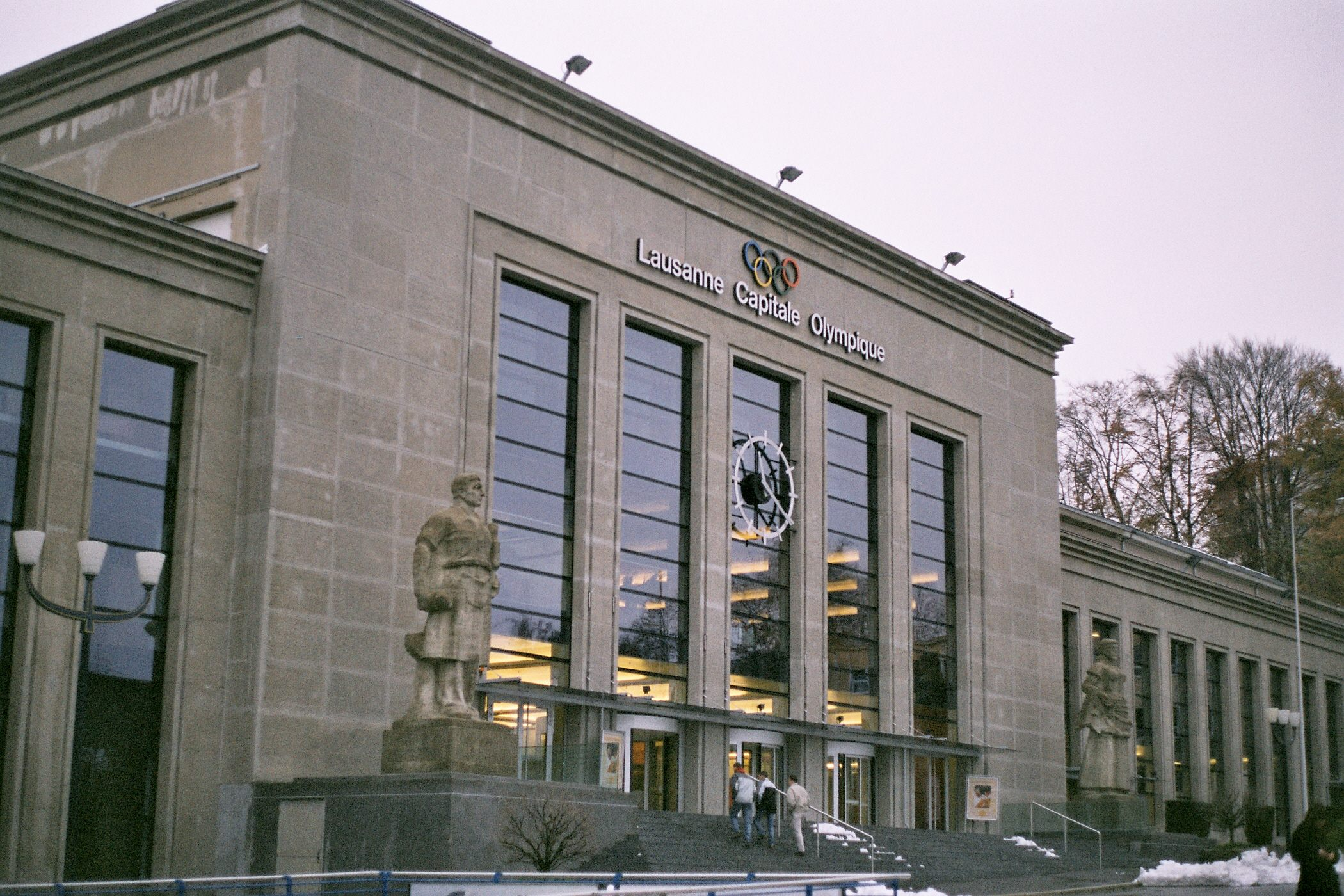
Veranstaltungsort Palais de Beaulieu

## Geschichte
Am 20. Mai 1916 fand in den Galeries du Commerce von Lausanne in einem Umfeld wirtschaftlicher Unsicherheit wegen des Ersten Weltkriegs versuchsweise der erste Comptoir vaudois statt, initiiert von Gemeinderat Paul Rosset und mit Unterstützung der Gemeinde Lausanne, der Société industrielle et commerciale de Lausanne und der waadtländischen Handels- und Industriekammer. Die Idee gefiel auch dem Kanton Basel-Stadt, der im Frühling des folgenden Jahres ebenfalls eine solche Messe organisierte, die Schweizer Mustermesse. Nach dem Erfolg der ersten Ausgabe des Comptoir vaudois wurde die Veranstaltung in Lausanne 1917 und 1918 wiederholt. Sie fand im Casino der Esplanade de Montbenon statt.
Am 15. Dezember 1919 wurde die Société coopérative du Comptoir suisse gegründet, an ihrer Spitze Eugène Faillettaz (Präsident der waadtländischen Handels- und Industriekammer), Gemeinderat Gaston Boiceau und die Kaufleute Albert Grenier, Gustave Kernen und Charles Boiceau. Am 18. Juni 1919 stimmte der Bundesrat einer zweiten Messe von nationaler Bedeutung neben der Schweizer Mustermesse zu, mit dem Namen Comptoir suisse. Sie sollte in der zweiten und dritten Septemberwoche in Lausanne stattfinden und vor allem für die Landwirtschaft wichtige Lebensmittel präsentieren. Der erste Comptoir suisse fand damit im September 1920 statt.
Während der ersten Ausgaben wurde der Comptoir suisse als rein kommerzielle Veranstaltung angesehen. Die Weltwirtschaftskrise Ende der 1920er und im Verlauf der 1930er Jahre veränderte die Messe und ihre Ziele jedoch; ihre Organisatoren sahen in ihr nun eine Möglichkeit, den Binnenmarkt zu stärken, aber auch den kleinen und grossen Produzenten zu helfen, den Export neu zu lancieren. Der Comptoir wurde ursprünglich in grossen Zelten auf dem ehemaligen Waffenplatz Beaulieu veranstaltet und zog nach dem Bau des Palais de Beaulieu in den 1930er Jahren in diesen um und noch etwas später in die zwischen 1950 und 1960 erbauten Hallen, die seit 1956 das Gelände umgeben. Die Messe vergrösserte sich so von 580 Ausstellern und 150'000 Besuchern auf einer Ausstellungsfläche von 5'933 m² im Jahr 1920 auf 2397 Aussteller und 1'035'000 Besucher auf 75'000 m² im Jahr 1965. Dass das Portugal der Salazar-Diktatur seit 1957 jährlich am Comptoir suisse vertreten war, wurde zunehmend kritisiert.
Im Laufe der Jahre entwickelte sich die Messe zu einem Schaufenster für die Schweizer Wirtschaft: ausgestellt und verkauft wurden nicht nur lokale Produkte, sondern auch Haushaltsgeräte, Elektronik, Möbel, Kunsthandwerk und landwirtschaftliche Maschinen bis hin zu Versicherungen. Eine der Hallen wurde in einen Stall umgewandelt, in dem Kühe, Rinder, Pferde, Klein- und Federvieh zur Schau gestellt wurden. Die Messe war lange Zeit eine eigentliche Triebfeder für die Modernisierung der Landwirtschaft und ein wichtiger Treffpunkt für Waadtländer Züchter. Der Niedergang des Agrarsektors in der zweiten Hälfte des 20. Jahrhunderts führte jedoch dazu, dass die Tierausstellung nur noch Tradition und Spektakel für Städter war. Neben der Ausstellung präsentierte der Comptoir suisse nun Aufführungen, Demonstrationen und Wettbewerbe und bot in Restaurants Essen an. Die Keller und die verschiedenen Restaurants und Bars im Soussol wurden zu einem wichtigen Bestandteil der Messe. Der «offizielle Tag» brachte Wirtschaftsvertreter mit zahlreichen politischen Persönlichkeiten zusammen, darunter traditionell ein Mitglied des Bundesrates und die sieben Staatsräte des Kantons Waadt. Seit 1946 wurde jedes Jahr ein Land oder eine Region eingeladen; dieser «Ehrengast» sollte die Aussenhandelsbeziehungen fördern und gab dem Fest jeweils einen exotischen Touch.
Die Messe fand jedes Jahr bis 2018 während 10 Tagen im September statt, ausser, wegen des Ausbruchs des Zweiten Weltkriegs, 1939.
Bei der Veranstaltung von 2007 kam es beim Besuch von Bundesrat Christoph Blocher zu Ausschreitungen bei einer bewilligten Demonstration gegen ihn.

## Aussteller und Besucher
Die erste Ausgabe der Messe 1920 zog 150'000 Besucher an. Nach einigen Jahren verzeichnete sie bereits mehr als eine Million Besucher. Sie hielt diese Besucherzahl bis mindestens 1986, aber in den letzten Jahren sanken sie drastisch: auf 570'000 Besucher im Jahr 1997, 108'000 im Jahr 2017 und noch 61'000 im Jahr 2018. Der Comptoir suisse zählte in den Spitzenjahren über 2000 Aussteller.

## Nachfolgemesse Comptoir helvétique
Die 99. Ausgabe des Comptoir suisse, der vom 8. bis 17. September 2018 stattfand, war die letzte. Wie andere allgemeine Messen in der Schweiz, die während mehrerer Jahre ebenfalls einen starken Besucherrückgang erlitten hatten, wurde sie vom Betreiber, der Basler MCH Group, eingestellt. Eine komplett neu gestaltete Veranstaltung wurde 2019 von Chassot Concept SA unter dem Namen «Comptoir helvétique» als Nachfolgerin des Comptoir suisse geschaffen. Diese neue, kleinere Messe soll dynamischer sein und sich auf nationale Produkte und Dienstleistungen, neue Technologien, den Bauernhof, das Terroir und den Wein konzentrieren. Sie soll jährlich abwechselnd in Lausanne und im Forum Fribourg von Granges-Paccot stattfinden. Die erste Ausgabe im September 2019 fand wieder im Palais de Beaulieu in Lausanne statt, jedoch nur in der Nordhalle auf 20'000 m² für die 150 bis 200 Aussteller. Die Veranstalter erwarteten zwischen 75'000 und 100'000 Besucher, es waren letztlich aber nur 40'000. Die zweite Ausgabe des Comptoir helvétique, geplant für den 13. bis 22. November 2020 im Forum Fribourg, musste wegen der Covid-19-Pandemie abgesagt werden.